# Pyrheliometer

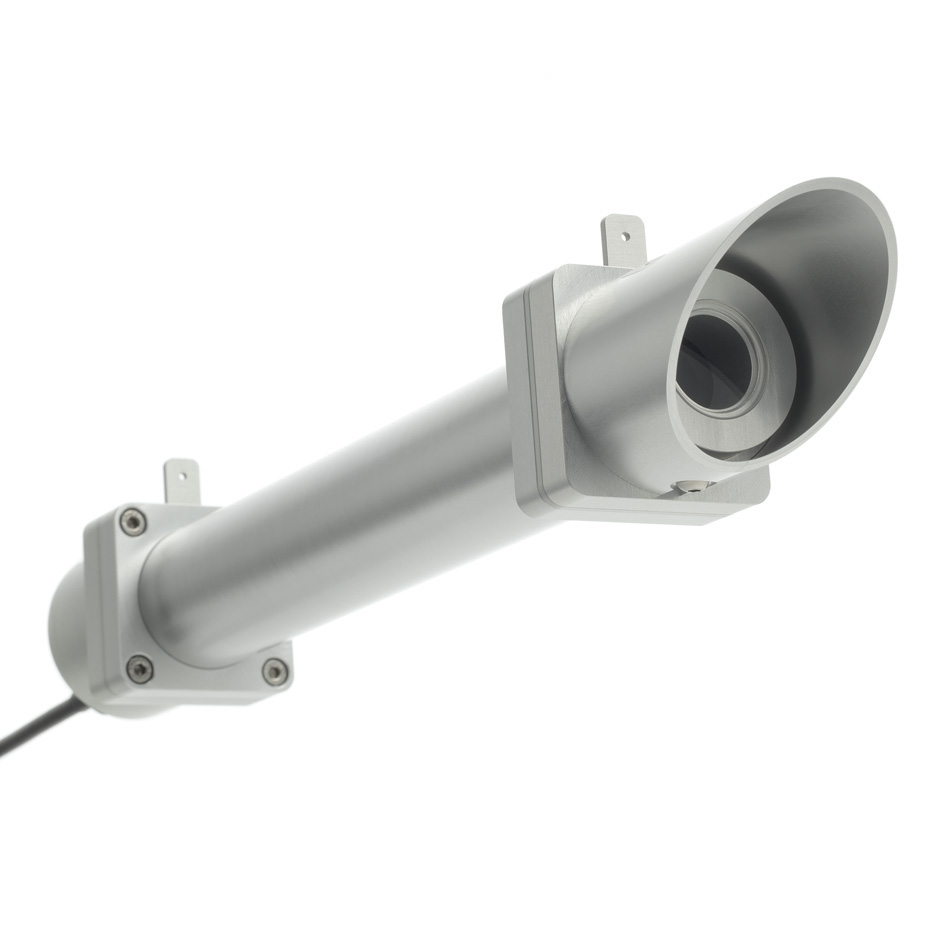
DR01-Pyrheliometer zur Messung der direkten Bestrahlungsstärke aus Sonnenrichtung

Pyrheliometer (von gr. pyros = „Feuer“ und helios = „Sonne“, also wörtlich: Sonnenfeuermessgerät) gehören zu den meteorologischen Strahlungsmessgeräten (Pyrometrie = Strahlungsmessung). Sie messen die direkte Bestrahlungsstärke (in Watt pro Quadratmeter) aus der Sonnenrichtung. Früher wurden sie auch als Pyroheliometer bezeichnet.

## Funktionsweise
Die Strahlung wird von einer schwarzen Thermosäule oder Thermometer (beispielsweise ein schwarzgefärbter Metallstreifen) oder einem schwarzen Hohlkörper bekannter Wärmekapazität absorbiert. Die einfallende Strahlung führt zu einer Erwärmung, aus der der Strahlungsfluss berechnet werden kann. Abhängig von der Art der windschützenden Abdeckung kann nur der kurzwellige Strahlungsanteil (Quarzglas) oder die gesamte Strahlung (Kunststoff) gemessen werden. Messgeräte, die die Gesamteinstrahlung messen, so genannte Pyranometer, arbeiten ohne Abschirmung der indirekten Einstrahlung und sind für die Leistungsmessung von Sonnenenergieanlagen nützlich.

## Messprinzipien
Es werden drei verschiedene Messprinzipien angewandt:
Phasenumwandlung
Die Heizleistung des bestrahlten Körpers wird verwendet, um eine Phasenumwandlung (schmelzen, verdampfen) einer mit dem Körper wärmeleitend verbundenen Substanz hervorzurufen.
Vergleich der Temperaturen
Die beschienene Thermosäule wird mit einer zweiten Thermosäule oder Thermometer, das der Sonnenstrahlung nicht ausgesetzt ist und auf Lufttemperatur gehalten wird, verglichen. Die der Strahlung proportionale Temperaturdifferenz wird z. B. mit einem Thermoelement gemessen.
Vergleich der Heizleistung
Es wird die elektrische Heizleistung gemessen, die benötigt wird, einen unbestrahlten Vergleichskörper auf dieselbe Temperatur wie die beschienene Thermosäule zu bringen. Der Betriebsstrom wird in die Messgröße umgerechnet.

## Bauformen
Es existieren folgende Bauformen:
- Waterflowpyrheliometer nach Abbot (Messprinzip 1)
- Waterstirpyrheliometer nach Abbot (Messprinzip 1)
- Eispyrheliometer nach Volochine (Messprinzip 1)
- Silverdiskpyrheliometer nach Abbot (mit Eichung) (Messprinzip 1)
- Kompensationspyrheliometer nach Angström (Messprinzip 3)
- Pyrheliometer nach Marvin (Messprinzip 1&3)

Siehe auch: Pyranometer, Pyrometer, Radiometer, Aktinometer